# Multiclavula delicata
Multiclavula delicata é uma espécie de fungo pertencente à família Clavulinaceae.